# Élections législatives de 1986 dans l'Essonne
Les élections législatives françaises de 1986 ont lieu le 16 mars 1986. Dans le département de l'Essonne, dix députés sont à élire dans le cadre d'un scrutin proportionnel par liste départementale à un seul tour.

## Élus
| Député élu           |  | Parti    |
| -------------------- |  | -------- |
| Claude Germon        |  | PS       |
| Jacques Guyard       |  | PS       |
| Yves Tavernier       |  | PS       |
| Michel Berson        |  | PS       |
| Jean de Préaumont    |  | RPR      |
| Xavier Dugoin        |  | RPR      |
| Michel Pelchat       |  | UDF (PR) |
| Pierre-André Wiltzer |  | UDF (AD) |
| Roger Combrisson     |  | PCF      |
| Michel de Rostolan   |  | CNI      |

## Listes en présence

### Extrême gauche (LO)
| N° | Candidats          | Parti | Parti | Principales fonctions                         |
| -- | ------------------ | ----- | ----- | --------------------------------------------- |
| 01 | Yves Thoraval      |       | LO    | Préparateur en mécanique                      |
| 02 | Daniel Vitry       |       | LO    | Agent de conduite SNCF                        |
| 03 | Annie Souchon      |       | LO    | Employée à la Caisse d'allocations familiales |
| 04 | Michel Valadier    |       | LO    | Agent SNCF                                    |
| 05 | Patrice Ciuti      |       | LO    | Technicien de l'industrie chimique            |
| 06 | Nicole Poupinot    |       | LO    | Employée EDF                                  |
| 07 | Viviane Rongione   |       | LO    | Enseignante                                   |
| 08 | Michel Cremey      |       | LO    | Ouvrier                                       |
| 09 | Jean-Paul Crouchez |       | LO    | Employé d'assurances                          |
| 10 | Jacques Lainez     |       | LO    | Enseignant                                    |
|    |                    |       |       |                                               |
| 11 | Lucien Boyer       |       | LO    | Ouvrier spécialisé                            |
| 12 | Jacques Mazars     |       | LO    | Cheminot                                      |

### Extrême gauche (LCR)
| N° | Candidats              | Parti | Parti | Principales fonctions  |
| -- | ---------------------- | ----- | ----- | ---------------------- |
| 01 | Dominique Bazinet      |       | LCR   | Électronicienne SNECMA |
| 02 | Fernando Servo-Batista |       | LCR   | Monteur-câbleur        |
| 03 | Philippe Guérineau     |       | LCR   | Enseignant             |
| 04 | Jean-Pierre Touzinaud  |       | LCR   | Employé au CEA         |
| 05 | Hervé Le Jeannic       |       | LCR   | Aiguilleur du ciel     |
| 06 | Annick Micout          |       | LCR   | Éducatrice             |
| 07 | Gérard Legrand         |       | LCR   | Ingénieur              |
| 08 | Jean-Marie Peirolo     |       | LCR   | Agent technique SNECMA |
| 09 | Dominique Guth         |       | LCR   | Éducateur              |
| 10 | Michel Garcia          |       | LCR   | Éducateur              |
|    |                        |       |       |                        |
| 11 | Jocelyne Lomet         |       | LCR   | Employée SNECMA        |
| 12 | André Sanz             |       | LCR   | Instituteur            |

### Extrême gauche (MPPT)
| N° | Candidats           | Parti | Parti | Principales fonctions                            |
| -- | ------------------- | ----- | ----- | ------------------------------------------------ |
| 01 | Christian Coustal   |       | MPPT  | Professeur de lycée d'enseignement professionnel |
| 02 | Fabrice Gendry      |       | MPPT  | Électricien d'entretien à la CGE de Marcoussis   |
| 03 | Monique Clovis      |       | MPPT  | Employée à la Sécurité sociale                   |
| 04 | Annie Bachellerie   |       | MPPT  | Employée municipale                              |
| 05 | Philippe Bouyries   |       | MPPT  | Ingénieur de recherche                           |
| 06 | Gérard Lorigny      |       | MPPT  | Instituteur                                      |
| 07 | Guy Deschamps       |       | MPPT  | Programmeur                                      |
| 08 | Hélène Kaeser       |       | MPPT  | Agent SNCF                                       |
| 09 | François Vallot     |       | MPPT  | Informaticien                                    |
| 10 | Gérard Turmel       |       | MPPT  | Étudiant                                         |
|    |                     |       |       |                                                  |
| 11 | Jean-Luc Besnard    |       | MPPT  | Enseignant en collège                            |
| 12 | Christine Danquigny |       | MPPT  | Éducatrice                                       |

### Parti communiste français
| N° | Candidats              | Parti | Parti | Principales fonctions                                                                                           |
| -- | ---------------------- | ----- | ----- | --- |
| 01 | Roger Combrisson       |       | PCF   | Conseiller général du canton de Corbeil-Essonnes-Ouest et maire de Corbeil-Essonnes, chef de district à la SNCF |
| 02 | Geneviève Rodriguez    |       | PCF   | Conseillère générale du canton de Morsang-sur-Orge et maire de Morsang-sur-Orge, employée                       |
| 03 | Jean Pacilly           |       | PCF   | Maire de Palaiseau, journaliste                                                                                 |
| 04 | Philippe Reverté       |       | PCF   | Conseiller municipal de Ris-Orangis, ajusteur                                                                   |
| 05 | Charles Guyonneau      |       | PCF   | Premier adjoint au maire de Massy, cadre commercial                                                             |
| 06 | Jean-Pierre Delalande  |       | PCF   | Chaudronnier à la SNECMA Corbeil                                                                                |
| 07 | Gilles Cohen-Tannoudji |       | PCF   | Polytechnicien et chercheur au CEA Saclay                                                                       |
| 08 | Frédi Meignan          |       | PCF   | Technicien |
| 09 | Dominique Crozat       |       | PCF   | Conseillère municipale des Ulis, enseignante                                                                    |
| 10 | Jean-Marie Machet      |       | PCF   | Conseiller municipal d'Athis-Mons, ingénieur                                                                    |
|    |                        |       |       | |
| 11 | Pierre Vautrin         |       | PCF   | Adjoint au maire d'Évry, technicien                                                                             |
| 12 | Mireille Guézenec      |       | PCF   | Conseillère municipale d'Itteville, enseignante                                                                 |

### Majorité présidentielle (PS-MRG)
| N° | Candidats                  | Parti | Parti | Principales fonctions                                                       |
| -- | -------------------------- | ----- | ----- | --------------------------------------------------------------------------- |
| 01 | Claude Germon              |       | PS    | Député sortant et maire de Massy, fonctionnaire des Finances                |
| 02 | Jacques Guyard             |       | PS    | Député sortant et maire d'Évry, professeur d'université                     |
| 03 | Yves Tavernier             |       | PS    | Député sortant, conseiller général du canton de Dourdan et maire de Dourdan |
| 04 | Michel Berson              |       | PS    | Député sortant et maire de Crosne, cadre de banque                          |
| 05 | Odette Grzegrzulka         |       | PS    | Attachée parlementaire                                                      |
| 06 | Josette Dufourg            |       | PS    | Conseillère municipale de Maisse, secrétaire                                |
| 07 | Annick Millepied-Josseaume |       | MRG   | Conseillère municipale des Ulis, agent des collectivités locales            |
| 08 | Pascal Joudiou             |       | PS    | Médecin spécialiste                                                         |
| 09 | Jacques Bégassat           |       | PS    | Adjoint au maire de Boussy-Saint-Antoine, directeur d'action sociale        |
| 10 | Marcel Villeneuve          |       | PS    | Adjoint au maire de Vigneux, ingénieur                                      |
|    |                            |       |       |                                                                             |
| 11 | Joseph Djivelekian         |       | PS    | Maire de Vert-le-Petit, ingénieur                                           |
| 12 | Chantal Minet-Moreno       |       | PS    | Adjointe au maire d'Étampes, économiste                                     |

### Les Verts
| N° | Candidats         | Parti | Parti | Principales fonctions           |
| -- | ----------------- | ----- | ----- | ------------------------------- |
| 01 | Guy Bonneau       |       | LV    | Chercheur au CNRS               |
| 02 | Alain Coste       |       | LV    | Enseignant                      |
| 03 | Francis Chalot    |       | LV    | Ingénieur de l'équipement rural |
| 04 | Philippe Cayrel   |       | LV    | Comptable                       |
| 05 | Mireille Thuégaz  |       | LV    | Infirmière                      |
| 06 | Yves Bozelec      |       | LV    | Architecte                      |
| 07 | Georgette List    |       | LV    | Kinésithérapeute-ostéopathe     |
| 08 | Laurent Ponvienne |       | LV    | Employé de banque               |
| 09 | Philippe Roussel  |       | LV    | Enseignant                      |
| 10 | Claude Floc'h     |       | LV    | Fonctionnaire                   |
|    |                   |       |       |                                 |
| 11 | Michel Kowalczuk  |       | LV    | Aide physicien                  |
| 12 | Monique Sène      |       | LV    | Chercheur au CNRS               |

### Opposition (UDF)
| N° | Candidats            | Parti | Parti   | Principales fonctions |
| -- | -------------------- | ----- | ------- | --- |
| 01 | Michel Pelchat       |       | UDF-PR  | Conseiller général du canton de Gif-sur-Yvette, 1er vice-président du conseil général et conseiller municipal de Gif-sur-Yvette, conseiller régional |
| 02 | Pierre-André Wiltzer |       | UDF-AD  | Haut fonctionnaire, directeur de cabinet de Raymond Barre, maitre des requêtes au Conseil d'État                                                     |
| 03 | Geneviève Delsol     |       | UDF-CDS | Adjointe au maire d'Athis-Mons, cadre de société |
| 04 | Bernard Huvelin      |       | UDF-PR  | Dirigeant de société, conseiller municipal de Soisy-sur-Seine                                                                                        |
| 05 | Christiane Mahut     |       | UDF     | Attachée principale d'administration universitaire                                                                                                   |
| 06 | Christian Imbert     |       | UDF-AD  | Maire de Ballancourt-sur-Essonne, professeur d'université                                                                                            |
| 07 | Philippe Lestang     |       | UDF     | Administrateur de l'INSEE |
| 08 | Chantal Delmas       |       | UDF     | Attachée au groupe UDF au Conseil régional d'Île-de-France, conseillère municipale de Massy                                                          |
| 09 | Jacques Chastel      |       | UDF-CDS | Conseiller général du canton de Viry-Châtillon et conseiller municipal de Viry-Châtillon, retraité d'Air France                                      |
| 10 | France Léotard       |       | UDF-PR  | Épouse de François Léotard |
|    |                      |       |         | |
| 11 | Marcel Ribes         |       | UDF-PR  | Conseiller municipal de Brétigny-sur-Orge, enseignant                                                                                                |
| 12 | Marcel Gabay         |       | UDF     | Conseiller juridique et fiscal |

### Opposition (RPR)
| N°                                                     | Candidats           | Parti | Parti | Principales fonctions                                                                    |
| ------------------------------------------------------ | ------------------- | ----- | ----- | ---------------------------------------------------------------------------------------- |
| 01                                                     | Jean de Préaumont   |       | RPR   | Député sortant (1), avocat à la Cour d'Appel, adjoint au maire de Paris                  |
| 02                                                     | Xavier Dugoin       |       | RPR   | Conseiller municipal d'Étampes, cadre financier                                          |
| 03                                                     | Jean-Jacques Robert |       | RPR   | Conseiller général du canton de Mennecy et maire de Mennecy, président directeur général |
| 04                                                     | Alain Josse         |       | RPR   | Conseiller général du canton de Montgeron et maire de Montgeron, syndic d'immeubles      |
| 05                                                     | Jean Marsaudon      |       | RPR   | Conseiller général du canton de Savigny-sur-Orge et maire de Savigny-sur-Orge, ingénieur |
| 06                                                     | Roland Olivier      |       | RPR   | Conseiller général du canton d'Évry-Nord, conseiller municipal d'Évry                    |
| 07                                                     | Laurent Béteille    |       | RPR   | Conseiller général du canton de Brunoy et maire de Brunoy, avocat                        |
| 08                                                     | Françoise Marhuenda |       | RPR   | Conseillère municipale des Ulis                                                          |
| 09                                                     | Jean-Jacques Dupouy |       | RPR   | Adjoint au maire d'Athis-Mons, docteur en médecine                                       |
| 10                                                     | Nicole Le Mouel     |       | RPR   | Première adjointe au maire de Villebon, chimiste                                         |
|                                                        |                     |       |       |                                                                                          |
| 11                                                     | Pierre Chevrier     |       | RPR   | Maire de Milly-la-Forêt, entrepreneur de peinture                                        |
| 12                                                     | Jacques Main        |       | RPR   | Adjoint au maire de Verrières-le-Buisson, professeur de mathématiques                    |
| (1) Député sortant de la 23e circonscription de Paris. |                     |       |       |                                                                                          |

### Opposition (PL)
| N° | Candidats                 | Parti | Parti | Principales fonctions                                                    |
| -- | ------------------------- | ----- | ----- | ------------------------------------------------------------------------ |
| 01 | Serge Dassault            |       | PL    | Conseiller municipal de Corbeil-Essonnes, chef d'entreprise              |
| 02 | Olivier Passelecq         |       | CNI   | Docteur en droit public, enseignant à l'université Paris-Sud             |
| 03 | Josette Launay            |       | PL    | Artisane, Saclay                                                         |
| 04 | Georges-Jean Charpentier  |       | PL    | Industriel                                                               |
| 05 | Jean-René Guilcher        |       | DCF   | Conseiller municipal de Bures-sur-Yvette, conseiller juridique et fiscal |
| 06 | Charles de Bourbon Busset |       | PL    | Adjoint au maire de Ballancourt-sur-Essonne, ingénieur informaticien     |
| 07 | Colette Sklenard          |       | PL    | Enseignante, Morangis                                                    |
| 08 | Jean-Claude Schmutz       |       | PL    | Adjoint au maire de Méréville, cadre d'entreprise                        |
| 09 | Pierre Ganty              |       | PL    | Médecin, Palaiseau                                                       |
| 10 | France Canh               |       | PL    | Conseillère municipale de Briis-sous-Forges, enseignante                 |
|    |                           |       |       |                                                                          |
| 11 | Gilles Weill              |       | PL    | Expert-comptable stagiaire, Évry                                         |
| 12 | Henri Chantriaux          |       | PL    | Conseiller municipal de Juvisy-sur-Orge, ingénieur retraité              |

### Divers droite (Initiative 86)
| N° | Candidats                 | Parti | Parti | Principales fonctions    |
| -- | ------------------------- | ----- | ----- | ------------------------ |
| 01 | Gérard Canty              |       | I86   | Chef d'entreprise        |
| 02 | Jean-Pierre Schneider     |       | I86   | Directeur commercial     |
| 03 | Michel Noël               |       | I86   | Représentant de commerce |
| 04 | Yves Dionay               |       | I86   | Professeur               |
| 05 | Dominique Locquet         |       | I86   | Directeur administratif  |
| 06 | Margaret Baux             |       | I86   | Secrétaire de direction  |
| 07 | Pierre Viault             |       | I86   | Employé                  |
| 08 | Martine Beaudeau-Saconnet |       | I86   | Institutrice             |
| 09 | Anne-Marie Noël           |       | I86   | Coiffeuse                |
| 10 | Maryse Viault             |       | I86   | Employée                 |
|    |                           |       |       |                          |
| 11 | Guy Beaudeau-Saconnet     |       | I86   | Agent commercial         |
| 12 | Jean-Pierre Baux          |       | I86   | Gérant de société        |

### Extrême droite (FN-CNI)
| N° | Candidats           | Parti | Parti | Principales fonctions                               |
| -- | ------------------- | ----- | ----- | --------------------------------------------------- |
| 01 | Michel de Rostolan  |       | FN    | Cadre commercial                                    |
| 02 | Martin Peltier      |       | FN    | Journaliste                                         |
| 03 | Patrick Dordain     |       | FN    | Directeur commercial                                |
| 04 | Jean-Marc Petiot    |       | FN    | Cadre bancaire, adjoint au maire de Longjumeau      |
| 05 | Marie-Jeanne Rouaud |       | FN    | Chef d'entreprise                                   |
| 06 | Jean-Louis Fuchs    |       | FN    | Ingénieur-conseil                                   |
| 07 | Patrice Lépine      |       | FN    | Médecin                                             |
| 08 | Pauline Paris       |       | FN    |                                                     |
| 09 | André Hamelet       |       | FN    | Directeur administratif                             |
| 10 | Guy Tourte          |       | FN    | Ingénieur                                           |
|    |                     |       |       |                                                     |
| 11 | Pierre Lemaire      |       | FN    | Ingénieur                                           |
| 12 | Jean-Pierre Lecomte |       | FN    | Assistant technique, conseiller municipal de Grigny |

## Résultats

### Résultats à l'échelle du département
| Liste Parti politique | Liste Parti politique                                                                                               | Tête de liste      | Tour unique | Tour unique | Sièges |
| Liste Parti politique | Liste Parti politique                                                                                               | Tête de liste      | Voix        | %           | Sièges |
| --------------------- | --- | ------------------ | ----------- | ----------- | ------ |
|                       | Pour une majorité de progrès avec le président de la République Parti socialiste (MRG)                              | Claude Germon      | 151 988     | 32,85       | 4      |
|                       | Liste RPR « Pour une nouvelle majorité » Rassemblement pour la République                                           | Jean de Préaumont  | 95 203      | 20,58       | 2      |
|                       | Liste UDF « Pour l'Essonne » Union pour la démocratie française                                                     | Michel Pelchat     | 80 585      | 17,42       | 2      |
|                       | Liste du Parti communiste français Parti communiste français                                                        | Roger Combrisson   | 49 070      | 10,61       | 1      |
|                       | Liste de Rassemblement national présentée par le Front national Front national (CNI)                                | Michel de Rostolan | 43 760      | 9,46        | 1      |
|                       | Liste d'union libérale et indépendante pour l'Essonne Parti libéral (CNI - DCF)                                     | Serge Dassault     | 22 988      | 4,97        | 0      |
|                       | Les Verts Écologie - L'Essonne autrement Les Verts                                                                  | Guy Bonneau        | 10 606      | 2,29        | 0      |
|                       | Liste Lutte ouvrière Lutte ouvrière                                                                                 | Yves Thoraval      | 4 342       | 0,94        | 0      |
|                       | Liste du Mouvement pour un parti des travailleurs Essonne Extrême gauche (Mouvement pour un parti des travailleurs) | Christian Coustal  | 1 982       | 0,43        | 0      |
|                       | Initiative 86 - Entreprendre et réussir la France de l'an 2000 Divers droite                                        | Gérard Canty       | 1 134       | 0,25        | 0      |
|                       | Liste LCR Ligue communiste révolutionnaire                                                                          | Dominique Bazinet  | 1 042       | 0,23        | 0      |
|                       | |                    |             |             |        |
| Inscrits              | Inscrits | Inscrits           | 616 902     | 100,00      | 10     |
| Abstentions           | Abstentions | Abstentions        | 141 016     | 22,86       |        |
| Votants               | Votants | Votants            | 475 886     | 77,14       |        |
| Blancs et nuls        | Blancs et nuls | Blancs et nuls     | 13 186      | 2,77        |        |
| Exprimés              | Exprimés | Exprimés           | 462 700     | 97,23       |        |

### Scores par circonscription
|                                                                    |                                                        |                                                        |
| PS-MRG                                                             | RPR                                                    | UDF                                                    |
| - 36 % et plus - 34 à 36 % - 32 à 34 % - 30 à 32 % - Moins de 30 % | - 22 % et plus - 20 à 22 % - 18 à 20 % - Moins de 18 % | - 19 % et plus - 17 à 19 % - 15 à 17 % - Moins de 15 % |

|                                            |                                          |
| PCF                                        | FN                                       |
| - 15 % et plus - 10 à 15 % - Moins de 10 % | - 10 % et plus - 8 à 10 % - Moins de 8 % |